# Ottokar Lorenz
Ottokar Lorenz (ur. 17 września 1832 w Igławie – zm. 13 maja 1904 w Jenie) – austriacko-niemiecki historyk i genealog. Od 1861  profesor historii na Uniwersytecie Wiedeńskim w 1880 rektor, od 1885 – na Uniwersytecie w Jenie będąc w roku akademickim 1892-1893 jego rektorem.

## Publikacje
- Goethes politischen Jahre. Berlin 1893.
- Staatsmänner und Geschichtschreiber der neunzehnten Jahrhunderts; ausgewählte Bilder. Berlin 1896.
- Die materialistische Geschichtsauffassung, zum ersten Male systematisch dargestellt und kritische beleuchtet. Leipzig 1897.
- Lehrbuch der gesammten wissenschaftlichen Genealogie. Stammbaum und Ahnentafel in ihrer geschichtlichen, sociologischen, und naturwissenschaftlichen Bedeutung. Berlin 1898.
- Kaiser Wilhelm und die Begründung des Reiches 1866 bis 1871. 1902.